# Samuel O’Garro
Samuel Dern O’Garro (ur. 10 lutego 1988) – kajmański koszykarz, uczestnik Mistrzostw Karaibów w Koszykówce mężczyzn 2011.
W 2011 roku wziął udział w Mistrzostwach Karaibów, gdzie reprezentacja Kajmanów zajęła ostatnie, 9. miejsce. Podczas tego turnieju wystąpił w czterech meczach, w których zdobył trzydzieści sześć punktów (był drugim najlepiej punktującym zawodnikiem swojej drużyny - najwięcej punktów (50) zdobył Jorge Ebanks). Zanotował także cztery asysty, siedem przechwytów, jedną zbiórkę defensywną i dziesięć zbiórek ofensywnych. Ponadto miał także osiem fauli. W sumie na parkiecie spędził około 98 minut.